# Bear (film, 2011)
Pour les articles homonymes, voir Bear.
Pour plus de détails, voir Fiche technique et Distribution.
Bear est un court métrage australien réalisé par Nash Edgerton, sorti en 2011.

## Synopsis
Jack veut faire une surprise à sa copine Emelie, mais les choses ne vont pas se passer comme prévu.

## Fiche technique
- Titre : Bear
- Réalisation : Nash Edgerton
- Scénario : Nash Edgerton et David Michôd
- Production : Lauren Edwards et John Polson
- Société de production : Blue-Tongue Films
- Musique : Jack Graddis, Ben Lee et Ione Skye
- Photographie : Adam Arkapaw
- Montage : Nash Edgerton
- Directeur de production : Cathy Flannery
- Pays :  Australie
- Durée : 11 minutes
- Format son : Dolby Digital

## Distribution
- Nash Edgerton : Jack
- Teresa Palmer : Emelie
- Warwick Thornton : le chasseur

## Distinctions

### Récompenses
- Festival international du film de Leeds 2011 : meilleur court métrage de fiction
- Festival européen du film fantastique de Strasbourg 2011 : Octopus d'or du meilleur court métrage fantastique
- Flickerfest 2012 : meilleur réalisateur de court métrage pour Nash Edgerton

### Nominations
- Festival de Cannes 2011 : sélection officielle des courts métrages
- Festival du film de Sundance 2011 : sélection officielle des courts métrages